# Вадо-Лигуре
Вадо-Лигуре (итал. Vado Ligure) — коммуна в Италии, располагается в регионе Лигурия, в провинции Савона.
Население составляет 8368 человек (2008 г.), плотность населения составляет 358 чел./км². Занимает площадь 23 км². Почтовый индекс — 17047. Телефонный код — 019.
Покровителем коммуны почитается святой Иоанн Креститель, празднование 24 июня.

## Демография
Динамика населения:

## Города-побратимы
- Ла-Равуар, Франция (2002)

## Администрация коммуны
- Официальный сайт: http://www.comune.vado-ligure.sv.it